# Chief Master Sergeant

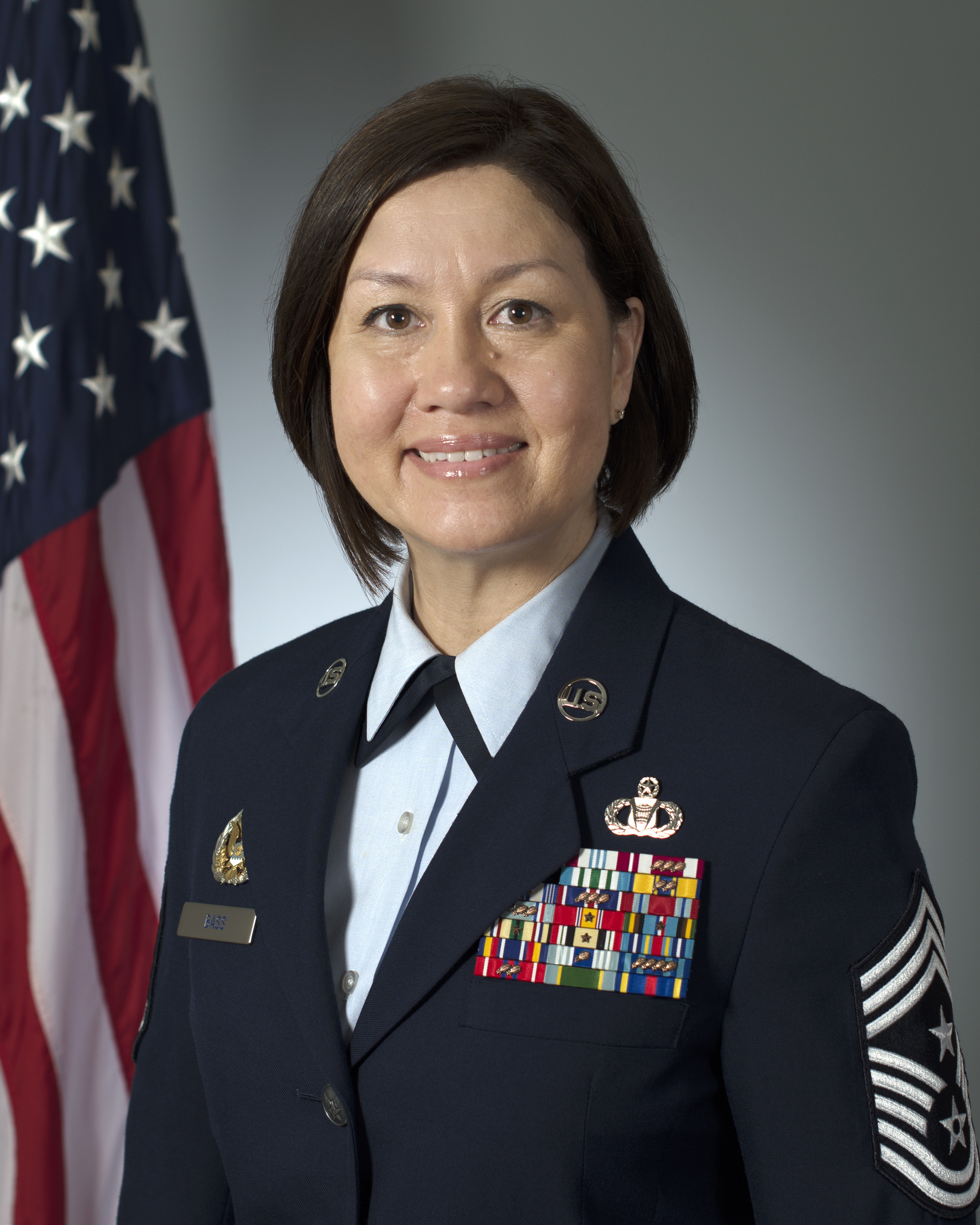
CMSgt JoAnne Bass 2018

Chief Master Sergeant  ist ein Dienstgrad (OR-9) der US Air Force. In der US Air Force ist der Chief Master Sergeant (CMSgt) der fünfte Unteroffiziersgrad; über Senior Master Sergeant und direkt unter Command Chief Master Sergeant.

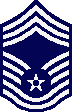
Chief Master Sergeant-Abzeichen

| Dienstgrad                        |                       |                                      |
| niedriger: Senior Master Sergeant | Chief Master Sergeant | höher: Command Chief Master Sergeant |

## Dienststellung First Sergeant

Chief Master Sergeant-Abzeichen – First Sergeant

Ein Chief Master Sergeant kann als First Sergeant eingesetzt werden. Der First Sergeant, der mehrfach auftaucht, ist in der Air Force kein Dienstgrad, sondern eine spezielle Dienstbezeichnung für den dienstältesten Unteroffizier einer Einheit, der direkt dem Einheitskommandeur untersteht. Ähnlich dem Kompaniefeldwebel der Bundeswehr in Deutschland. Dieser Posten kann von Soldaten in den Soldstufen E-7 bis E-9 wahrgenommen werden (Master Sergeant, Senior Master Sergeant und Chief Master Sergeant). 

Kennzeichnend für einen First Sergeant ist die sogenannte französische Raute auf dem Dienstgradabzeichen. Der First Sergeant ist verantwortlich für die Moral, das Wohlergehen und das Benehmen aller ihm unterstellten Soldaten. Er ist ebenso direkter Ansprechpartner des Staffelkommandanten/Kompaniechefs in Fragen, die die Unteroffiziere und Mannschaften betreffen. Normalerweise übernimmt ein Master Sergeant diesen Posten, während in größeren Einheiten ein Senior Master Sergeant oder Chief Master Sergeant als First Sergeant eingesetzt wird. Zur Unterscheidung wird das Dienstgradabzeichen des First Sergeant um die sogenannte französische Raute ergänzt.